# Islamofašismus
Termín islamofašismus je neologismus, který nachází analogii mezi ideologickými charakteristikami některých islamistických hnutí z přelomu 21. století a širokou škálou evropských fašistických hnutí na počátku 20. století, neofašistických hnutí a totalitarismu.
Nový oxfordský slovník definuje islamofašismus jako „kontroverzní termín, který srovnává moderní islámská hnutí s evropskými fašistickými hnutími z počátku 20. století.“ Termín používá například spisovatel Christopher Hitchens k popisu islamistických extremistů včetně skupin jako je Al-Káida.